# Hrnec zlata
'Hrnec zlata (v anglickém originále Pot o' Gold ) je čtvrtá epizoda třetí série amerického hudebního televizního seriálu Glee a v celkovém pořadí čtyřicátá osmá epizoda. Napsala ji Ali Adler, režíroval ji Adam Shankman a poprvé se vysílala ve Spojených státech na televizním kanálu Fox dne 1. listopadu 2011. Epizoda obsahuje příjezd výměnného studenta z Irska, Roryho Flanagana (Damian McGinty, vítěz reality show The Glee Project) na McKinleyovu střední. Dále se objeví nový protivník Sue Sylvester (Jane Lynch) v její cestě do Kongresu a probíhající fragmentace hlavního sboru seriálu, New Directions.
Epizoda jako celek získala smíšené recenze od kritiků. Dějová linie zahrnující Quinn, Pucka a Shelby byla značně kritizována, na rozdíl od rozhodnutí Burta Hummela (Mike O'Malley) ucházet se o místo v kongresu jako Suin protivník, což se shledalo s nadšením. Hudba byla přijata s poněkud větším nadšením, než sama epizoda, zvláště cover písně "Candyman", kterou zpívaly nově vytvořené Troubletones.
Všech pět písní, které zazněly v epizodě, bylo vydáno jako singly, jsou dostupné ke stažení a jedna z nich, "Last Friday Night (T.G.I.F.)", se umístila v žebříčku Billboard Hot 100. V den původního vysílání epizodu sledovalo 7,47 milionů amerických diváků a získala 3,0/8 Nielsenova ratingu/podílu na trhu ve věkovém okruhu od osmnácti do čtyřiceti devíti let. Celková sledovanost a rating/podíl epizody šly podstatně dolů v porovnání s předchozí epizodou s názvem Asijská pětka, která se vysílala o čtyři týdny dříve, tedy dne 4. října 2011.

## Děj epizody
Rory Flanagan (Damian McGinty), zahraniční výměnný student z Irska, začal navštěvovat střední školu Williama McKinleyho a je pravidelně šikanován. Zůstává v domě Brittany (Heather Morris), která věří, že Rory je skřítek. Rory, který je do Brittany zamilovaný, ji nechá žít v této víře, protože mu slíbila, že když ji splní tři přání, tak ho vpustí do svého "hrnce zlata". Její první dvě přání lehce splní.
Mercedes (Amber Riley) nabírá nové členky pro nový dívčí sbor na škole vedený Shelby Corcoran (Idina Menzel) a požádá Santanu (Naya Rivera)—členku stávajícího školního sboru New Directions—aby se připojila. Santana se zuby nehty brání odchodu, protože nechce nechat Brittany za sebou a když jde ona a Brittany na schůzku na večeři, Santana se ji snažit, aby přestoupila do nového sboru, ale Brittany nechce opustit své přátele z New Directions. Řekne Santaně o kouzelných schopnostech Roryho a Santana později donutí Roryho Brittany říct, že si pro ni přála, aby e připojila k Shelbyně sboru. Brittany věří, že se přáním Santany musí řídit, ale jejím třetím přáním je, aby to nezranilo ničí city. Finn Hudson (Cory Monteith), hlavní zpěvák New Directions, se snaží Brittany přesvědčit, aby neodešla: řekne ji, že skřítkové neexistují a že ona je hloupá. Zraněná Brittany stejně odchází.
Quinn (Dianna Agron) a Puck (Mark Salling) se nabídnou, že budou hlídat Beth, jejich biologickou dceru, kterou svěřili k adopci pro Shelby. Během hlídání Quinn schová v Shelbyném bytě pálivou omáčku, ostré nože, knihy o dětském kanibalismu a další věci, které by nasvědčovaly k tomu, že je Shelby nezpůsobilá matka. Quinn následně zavolá na Službu pro ochranu dětí (Child Protective Services), za předpokladu, že ji okamžitě předají Beth zpátky po jejich vyšetření a nalezení důkazů. Puck se později vrací, aby tajně předměty odnesl. Také zpívá "Waiting for a Girl Like You", aby zklidnil plačící Beth a pro pohodlí Shelby, která se mu přizná, že je hodně osamělá. Na konci epizody se Puck a Shelby políbí.
Kandidátka do Kongresu a trenérka roztleskávaček Sue Sylvester (Jane Lynch)—jejíž hlavní myšlenkou kampaně je odstranění financování škol pro umělecké programy—zveřejní v televizi rozpočet školního uvedení muzikálu West Side Story. Uspěje poté, co rozzlobená matka hodí cihlu po řediteli Figginsi (Iqbal Theba). Vedoucí sboru Will Schuester (Matthew Morrison) řekne členům sboru, aby prodávali místo pro reklamy v programu muzikálu, aby vybrali peníze. Když Kurt (Chris Colfer) požádá svého otce Burta Hummela (Mike O'Malley), aby koupil reklamu, tak on místo toho shromáždí skupinu podnikatelů na financování muzikálu. Poté také oznámí, že jde kandidovat do Kongresu proti Sue.
Na setkání Shelbyina sboru, který je přezdíván Troubletones (Potížistky), nově přijatá Santana přikáže Sugar Mottě (Vanessa Lengies), aby se vzdala své ústřední role ve sboru. Sbor Troubletones později předvádí dynamickou verzi písně "Candyman", čehož jsou svědci zděšení Finn a Will. Finn se později omlouvá Brittany za jeho necitlivé poznámky a přeje ji a Troubletones jen to nejlepší, po kterém Rory Brittany zalže, že ji splnil i její třetí přání. Nicméně ona ho pokárá a řekne, že Finnovy city byly jasně zraněny a teď už ví, že skřítci neexstují. Později, když je Rory obtěžován tyrany, tak ho Finn přijde zachránit a pozve ho, aby se připojil k New Directions. Rory se úspěšně přihlašuje s písní "Take Care of Yourself".

## Seznam písní
- "Bein' Green"
- "Last Friday Night (T.G.I.F.)"
- "Waiting for a Girl Like You"
- "Candyman"
- "Take Care of Yourself"

## Hrají
| Dianna Agron      | Quinn Fabray          |
| Chris Colfer      | Kurt Hummel           |
| Darren Criss      | Blaine Anderson       |
| Jane Lynch        | Sue Sylvester         |
| Jayma Mays        | Emma Pillsburry       |
| Kevin McHale      | Artie Abrams          |
| Lea Michele       | Rachel Berry          |
| Cory Monteith     | Finn Hudson           |
| Heather Morris    | Brittany Pierce       |
| Matthew Morrison  | William Schuester     |
| Amber Riley       | Mercedes Jones        |
| Naya Rivera       | Santana Lopez         |
| Mark Salling      | Noah „Puck“ Puckerman |
| Harry Shum mladší | Mike Chang            |
| Jenna Ushkowitz   | Tina Cohen-Chang      |

## Natáčení
Epizodu napsala výkonná producentka seriálu, Ali Adler a tato epizoda se tím pádem stala první, kterou nenapsal jeden z tvůrců seriálu—Ryan Murphy, Brad Falchuk a Ian Brennan—a byla druhou epizodou, kterou režíroval choreograf Adam Shankman, jenž ve druhé sérii již režíroval epizodu s názvem Rocky Horror Glee Show. Shankman začal na epizodě pracovat dne 2. září 2011 a natáčení skončilo 22. září 2011. Tato epizoda a předchozí se několik dní natáčely paralelně, dokud "Asijská pětka" nedokončila natáčení svého závěrečného hudebního čísla, dne 16. září 2011.
Damian McGinty, jeden ze dvou vítězů reality show The Glee Project, jejíž hlavní cenou bylo účinkování v Glee po sedm epizod, se poprvé objevuje v této epizodě jako Rory Flanagan, irský výměnný student. Ryan Murphy, jeden z tvůrců seriálu, prozradil, že během prvního dne McGintyho natáčení "byl strčen do skříněk celkem pětadvacetkrát" a že "při prvním záběru na jeho první písničku mu všichni ze seriálu udělili obrovský potlesk". Rory žije s Brittaninou rodinou a nápad, že by McGintyho postava měla spojení s Brittany, byl poprvé vysloven již při předposlední epizodě The Glee Project, když porotci spekulovali, že Brittany nebude schopná porozumět jeho irskému přízvuku.
Mezi další vedlejší role, které se v této epizodě objeví, patří Shelby Corcoran (Idina Menzel), ředitel Figgins (Iqbal Theba), Kurtův otec Burt Hummel (Mike O'Malley), Burtoa manželka a Finnova matka Carole Hudson-Hummel (Romy Rosemont), studentka Sugar Motta (Vanessa Lengies) a moderátoři místního zpravodajství, Rod Remington (Bill A. Jones) a Andrea Carmichael (Earlene Davis).
Tato epizoda obsahuje pět cover verzí, všechny z nich jsou dostupné ke stažení jako singly: "Candyman" od Christiny Aguilery, kterou nazpívaly Naya Rivera (Santana), Heather Morris (Brittany) a Amber Riley(Mercedes), "Last Friday Night (T.G.I.F.)" od Katy Perry, kde zpíval hlavní vokály Darren Criss (Blaine), dále "Waiting for a Girl Like You" od skupiny Foreigner, což zpíval Mark Salling a "Bein' Green" ze Sesame Street a "Take Care of Yourself" od Teddyho Thompsona, obě z nich nazpíval Damian McGinty.